# 埃罗尔·凯马
埃罗尔·凯马（土耳其語：Erol Kemah，1961年11月20日—），土耳其男子摔跤运动员。他曾代表土耳其参加世界摔跤锦标赛，获得一枚银牌。他也曾参加1984年和1988年夏季奥林匹克运动会。